# .tf
tf. هو امتداد خاص بالعناوين الإلكترونية (نطاق) domain للمواقع التي تنتمي إلى أنتاركتيكا الفرنسية.